# Palagruža

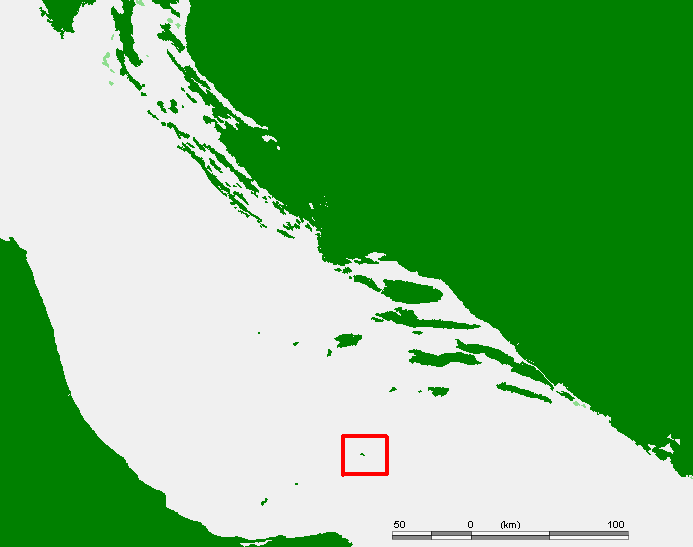
Palagruža situată între Italia şi Croația

Palagruža (în italiană Pelagosa) este un mic arhipelag croat din centrul Mării Adriatice. Constă din insula principală, Palagruža Mare, Palagruža Mică și aproximativ alte 20 de insulițe.
Compusă din roci de dolomit, formează creasta unui munte, are o coastă preponderent stâncoasă, suprafața totală a arhipelagului este de 40 hectare. Situată la 123 km sud de Split (Croația) și 160 km est de Pescara (Italia). Este cel mai sudic punct din Croația, totodată fiind și cel mai puțin accesibil punct al țării, navigarea cu barca durează trei ore de la insula croată Korčula (it. Curzola).

## Istorie
Fiind situată mai aproape de Italia (42 km de la Gargano), decât de Croația, până în 1861 Palagruža a aparținut Regatului celor Două Sicilii, și apoi Italiei. Cu toate acestea, a fost cedată în 1873 prin Tratatul celor trei împărați, Austro-Ungariei. Doi ani mai târziu, noile autorități au construit farul existent. Între cele două războaie mondiale Palagruža iarăși aparține Italiei, ca parte a provinciei Zara. În 1947 a fost partajată Iugoslaviei, și după destrămarea acesteia, din 1991 aparține Croației. Acesta este locul tradițional de pescuit al comunei Komiža (it. Comisa), de pe insula Vis (it. Lissa).

## Climă

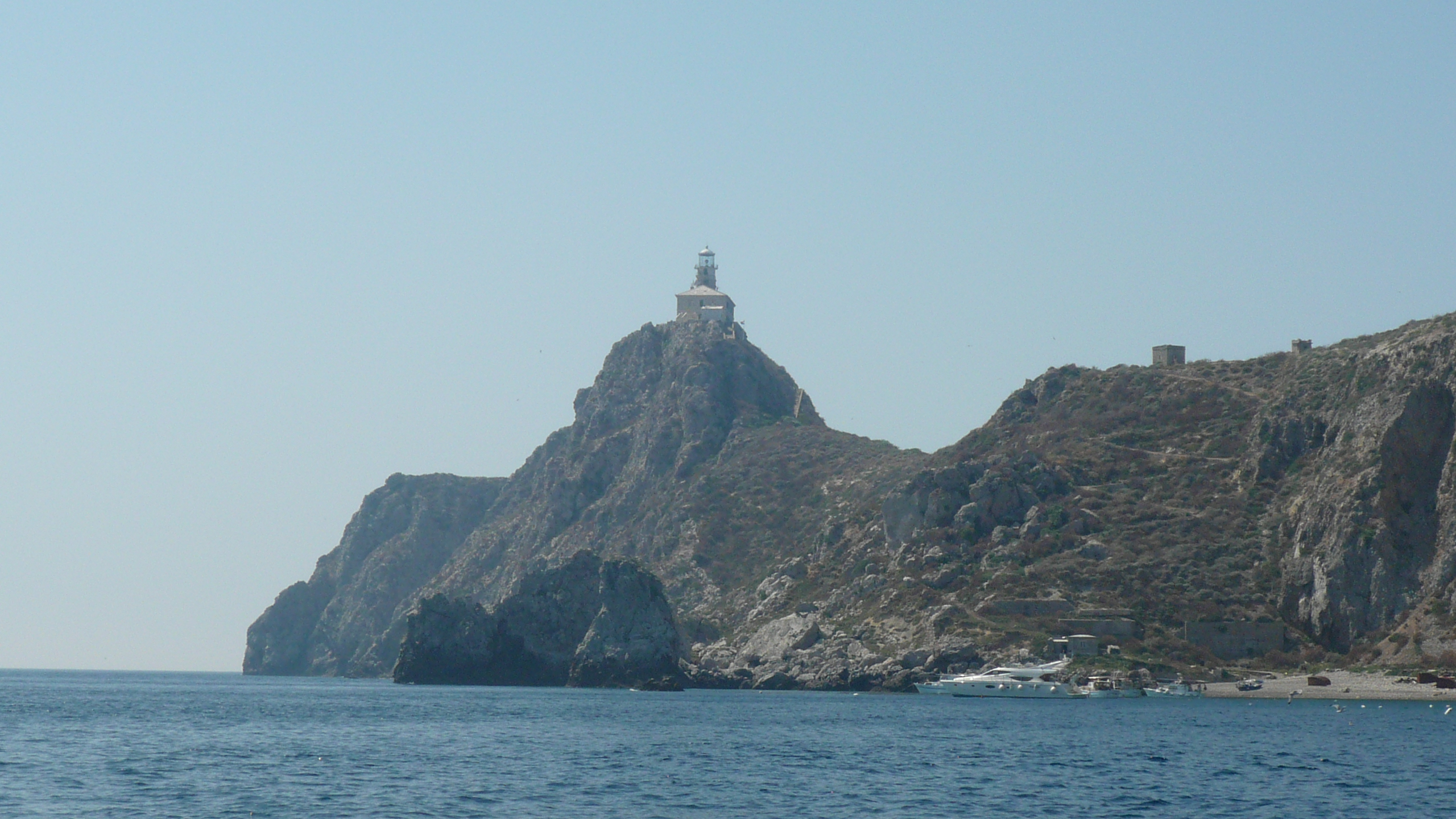
Farul Palagružei pe cel mai înalt punct al arhipelagului

Clima arhipelagului diferă esențial de clima Croației, datorită influenței maritime, mai ales a climatului mediteranean cu ierni calde și veri fierbinți. Vegetația este similară cu cea a insulei Creta, Gibraltar și părți din Africa de Nord. Precipitațiile anuale sunt mici și ajung la o valoare de 270 mm.

## Palagruža Mare
Palagruža Mare este o insulă de 1.400 de metri lungime și 300 m lățime, cu o suprafață de 29 ha. Cel mai înalt punct al insulei și al arhipelagului este situat la doar 92 de metri deasupra nivelului mării, pe acesta fiind instalat un far. Debarcarea pe Palagruža este dificilă, înotul în apele din apropiere este periculos. Insula este nelocuită, cu excepția angajaților farului și a turiștilor din timpul verii, găzduiți în două camere cu patru paturi ale farului, pe care este de asemenea, este amplasată o stație meteorologică. Există o mică plajă. În afară de Palagruža Mare, pot fi enumerate Palagruža Mică (250 de metri est, înălțimea de 51 m), stâncile Tramontana și Galigiula (rocă la 5,3 km est).